# アレクサンダル・イグニョフスキ
アレクサンダル・イグニョフスキ（セルビア語: Александар Игњовски、ラテンアルファベット転記：Aleksandar Ignjovski、1991年1月27日 - ）は、セルビア（旧ユーゴスラビア）のサッカー選手。ポジションはDF。

## 経歴
2008年からセルビアのOFKベオグラードでプロキャリアをスタートさせた。2009年7月8日、ドイツのTSV1860ミュンヘンにレンタル移籍した。2011年、ヴェルダー・ブレーメンに移籍した。
2014年4月3日、翌シーズンからアイントラハト・フランクフルトに3年契約で移籍することが決定した。
2016年夏の移籍市場でSCフライブルクへの完全移籍がkicker誌によって明らかとなった。
2019年7月21日、2年契約でホルシュタイン・キールに加入した。

## 代表歴
セルビア代表としてUEFA U-17欧州選手権2008に出場した。